# Nils Gaup
Pour les articles homonymes, voir Gaup.
Nils Gaup est un réalisateur, scénariste et acteur norvégien same, né le 12 avril 1955 à Kautokeino (Norvège).

## Biographie
Descendant par la grand'mère de sa grand'mère d'Ellen Skum, l'une des protagonistes de la rébellion de Kautokeino, Nils Gaup est né en 1955 à Kautokeino (Norvège).
Il étudie à l'Académie de théâtre norvégien d'où il sort diplômé en 1978 et commence sa carrière dans le théâtre avant de fonder en 1981 le Beaivváš sami Teáhter, le seul spectacle en langue sâme de l'époque.
Parallèlement à son activité théâtrale, il joue quelques rôles au cinéma et écrit des pièces et des scénarios.
Premier film tourné en langue sâme, c'est Pathfinder, inspiré des contes et légendes traditionnels de son enfance, qui le fait connaître en 1987.
En 1992, Nils Gaup fonde sa société de production (cinéma et télévision) Govat.
Depuis janvier 2008, Nils Gaup est professeur agrégé de cinéma au département des médias de l'université de Finnmark.

## Filmographie

### Comme réalisateur
- 1987 : Le Passeur (Ofelas)
- 1990 : Les Naufragés de l'île aux pirates (Haakon Haakonsen)
- 1993 : Hodet over vannet
- 1994 : Just Do It (court métrage)
- 1996 : Grand nord (Tashunga)
- 1999 : Misery Harbour
- 2001 : Nini (série TV)
- 2005 : Deadline Torp (feuilleton TV)
- 2008 : La Rébellion de Kautokeino (Kautokeino-opprøret)
- 2012 : Le Secret de l'étoile du nord (Reisen til julestjernen)
- 2014 : Glassdukkene
- 2016 : The Last King (Birkebeinerne)
- 2021 : Bilder fra et Nordisk Drama

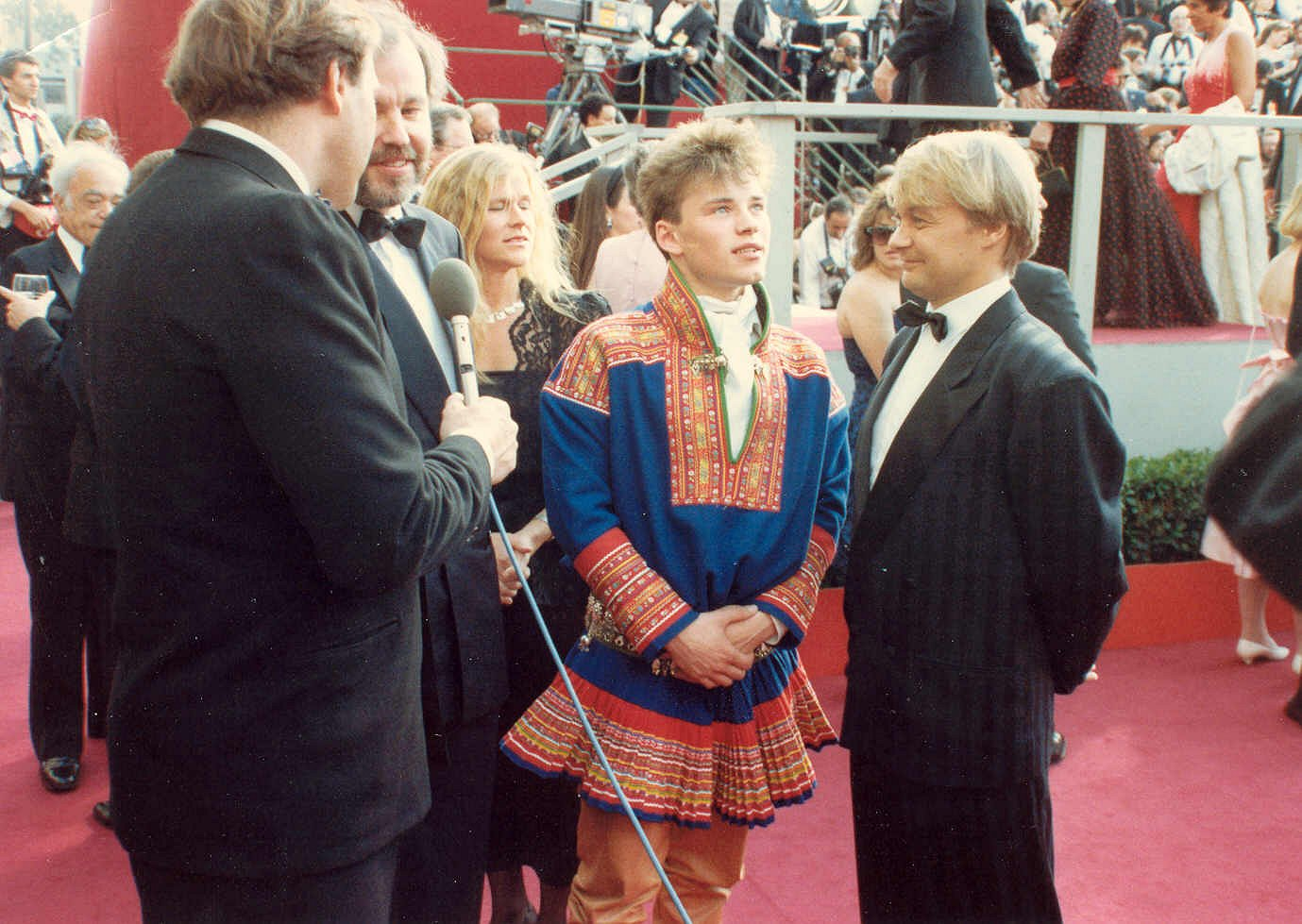
Mikkel Gaup et Nils Gaup au 60e cérémonie des Oscars 1988

- 2023 : The Riot (Sulis 1907)

### Comme scénariste
- 1987 : Le Passeur (Ofelas)
- 1990 : Les Naufragés de l'île aux pirates (Haakon Haakonsen)
- 2005 : Deadline Torp (feuilleton TV)
- 2008 : Kautokeino-opprøret

### Comme acteur
- 1978 : Andre skiftet, Det : Olof
- 1982 : Krypskyttere : Kåre, soldat
- 1986 : Nattseilere : Gilio